# 윤민철
윤민철(尹玟哲, 1975년 7월 25일 ~ )은 전 KBO 리그 롯데 자이언츠의 야구 선수인 투수이다.

## 출신학교
- 경남고등학교